# Toney Mountain
Toney Mountain är ett berg i Antarktis. Det ligger i Västantarktis. Inget land gör anspråk på området. Toppen på Toney Mountain är 3 595 meter över havet.
Terrängen runt Toney Mountain är bergig åt nordväst, men åt sydost är den kuperad. Toney Mountain är den högsta punkten i trakten. Trakten är obefolkad. Det finns inga samhällen i närheten.